# Reichstagswahlkreis Hansestadt Lübeck

Die Wahlkreisaufteilung des Deutschen Reichs.

Der Reichstagswahlkreis Freie und Hansestadt Lübeck (in der reichsweiten Durchnummerierung auch Reichstagswahlkreis 387; auch Reichstagswahlkreis Lübeck genannt) war der Reichstagswahlkreis für die Freie und Hansestadt Lübeck für die Reichstagswahlen im Deutschen Reich und im Norddeutschen Bund von 1867 bis 1918.

## Wahlkreiszuschnitt
Der Wahlkreis umfasste das Gebiet der Freien und Hansestadt Lübeck.
| Jahr | Einwohner |
| ---- | --------- |
| 1890 | 76.485    |
| 1895 | 83.324    |
| 1900 | 96.775    |
| 1905 | 105.857   |
| 1910 | 116.599   |

|      | Landwirtschaft | Industrie und Gewerbe | Handel und Dienstleistungen |
| ---- | -------------- | --------------------- | --------------------------- |
| 1895 | 16,7           | 40,4                  | 43,0                        |
| 1907 | 9,8            | 45,5                  | 45,5                        |

|      | Evangelisch | Katholisch |
| ---- | ----------- | ---------- |
| 1890 | 97,5        | 1,5        |
| 1905 | 96,8        | 2,3        |
| 1910 | 95,7        | 3,4        |

## Abgeordnete
| Wahl                                        | Abgeordneter             | Partei | Bild |
| ------------------------------------------- | ------------------------ | ------ | ---- |
| Reichstagswahl Februar 1867 bis August 1867 | Christoph Görtz          | NLP    | 0    |
| Reichstagswahl August 1867 bis 1868         | Philipp Wilhelm Plessing | NLP    |      |
| Ersatzwahl 1868 bis 1871                    | Cay Dietrich Lienau      | NLP    |      |
| Reichstagswahl 1871 bis 1874                | August Wichmann          | NLP    |      |
| Reichstagswahl 1874 bis 1880                | Karl Peter Klügmann      | NLP    |      |
| Ersatzwahl 1880 bis 1881                    | Christoph Marquard Ed    | DFP    | 0    |
| Reichstagswahl 1881 bis 1884                | Christoph Görtz          | DFP    | 0    |
| Reichstagswahl 1884 bis 1887                | Ernst Stiller            | DFP    |      |
| Reichstagswahl 1887 bis 1890                | Hermann Fehling          | NLP    |      |
| Reichstagswahl 1890 bis 1893                | Theodor Schwartz         | SAP    |      |
| Reichstagswahl 1893 bis 1898                | Heinrich Görtz           | FVg    |      |
| Reichstagswahl 1898 bis 1918                | Theodor Schwartz         | SPD    |      |

## Wahlen

### 1867 (Februar)
Es fand nur ein Wahlgang statt. Die Zahl der gültigen Stimmen betrug 5115.
| Kandidat        | Partei | Stimmen | in % | Anmerkungen |
| --------------- | ------ | ------- | ---- | ----------- |
| Christoph Görtz | NLP    | 3189    | 0    | 0           |

### 1867 (August)
Es fand nur ein Wahlgang statt. Die Zahl der gültigen Stimmen betrug 460.
| Kandidat                 | Partei   | Stimmen | in % | Anmerkungen |
| ------------------------ | -------- | ------- | ---- | ----------- |
| Philipp Wilhelm Plessing | NLP      | 453     | 0    | 0           |
| 0                        | Sonstige | 7       | 0    | 0           |

### Ersatzwahl 1868
Philipp Wilhelm Plessing legte das Mandat nieder, da er am 23. Dezember 1867 in den Lübecker Senat gewählt worden war und es kam zu einer Ersatzwahl am 23. März 1868. Es fand nur ein Wahlgang statt. Die Zahl der gültigen Stimmen betrug 1433.
| Kandidat            | Partei | Stimmen | in % | Anmerkungen |
| ------------------- | ------ | ------- | ---- | ----------- |
| Cay Dietrich Lienau | NLP    | 871     | 0    | 0           |

### 1871
Es fand ein Wahlgang statt. 10.256 Männer waren wahlberechtigt. Die Zahl der abgegebenen Stimmen betrug 2480, 36 Stimmen waren ungültig. Die Wahlbeteiligung betrug 24,5 %.
| Kandidat        | Partei   | Stimmen | in % | Anmerkungen |
| --------------- | -------- | ------- | ---- | ----------- |
| August Wichmann | NLP      | 1898    | 0    | 0           |
| Hartmann        | S (Lass) | 538     | 0    | Schuhmacher |
| 0               | Sonstige | 39      | 0    | 0           |

### 1874
Es fand ein Wahlgang statt. 10.707 Männer waren wahlberechtigt. Die Zahl der abgegebenen Stimmen betrug 6889, 34 Stimmen waren ungültig. Die Wahlbeteiligung betrug 64,7 %.
| Kandidat            | Partei   | Stimmen | in % | Anmerkungen |
| ------------------- | -------- | ------- | ---- | ----------- |
| Karl Peter Klügmann | NLP      | 4658    | 0    | 0           |
| Hartmann            | S (Lass) | 2230    | 0    | Schuhmacher |
| 0                   | Sonstige | 1       | 0    | 0           |

### 1877
Es fand ein Wahlgang statt. 12.017 Männer waren wahlberechtigt. Die Zahl der abgegebenen Stimmen betrug 7873, 33 Stimmen waren ungültig. Die Wahlbeteiligung betrug 65,8 %.
| Kandidat            | Partei   | Stimmen | in % | Anmerkungen |
| ------------------- | -------- | ------- | ---- | ----------- |
| Karl Peter Klügmann | NLP      | 5357    | 0    | 0           |
| Hartmann            | S        | 2514    | 0    | Schuhmacher |
| 0                   | Sonstige | 2       | 0    | 0           |

### 1878
Es fand ein Wahlgang statt. 12.811 Männer waren wahlberechtigt. Die Zahl der abgegebenen Stimmen betrug 7839, 25 Stimmen waren ungültig. Die Wahlbeteiligung betrug 61,4 %.
| Kandidat            | Partei   | Stimmen | in % | Anmerkungen |
| ------------------- | -------- | ------- | ---- | ----------- |
| Karl Peter Klügmann | NLP      | 6248    | 0    | 0           |
| Theodor Schwartz    | S        | 1588    | 0    | 0           |
| 0                   | Sonstige | 3       | 0    | 0           |

### Ersatzwahl 1888
Am 22. August 1880 legte Karl Peter Klügmann das Mandat nieder, da er in den Lübecker Senat gewählt wurde. Die Ersatzwahl fand am 1. Juli 1880 statt. Es fand ein Wahlgang statt. 12.577 Männer waren wahlberechtigt. Die Zahl der abgegebenen Stimmen betrug 8564, 12 Stimmen waren ungültig. Die Wahlbeteiligung betrug 68,1 %.
| Kandidat              | Partei   | Stimmen | in % | Anmerkungen |
| --------------------- | -------- | ------- | ---- | ----------- |
| Christoph Marquard Ed | DFP      | 4457    | 0    | 0           |
| Brehmer               | NLP      | 2739    | 0    | 0           |
| Theodor Schwartz      | S        | 1324    | 0    | 0           |
| 0                     | Sonstige | 44      | 0    | 0           |

### 1881
Es fand ein Wahlgang statt. 12.790 Männer waren wahlberechtigt. Die Zahl der abgegebenen Stimmen betrug 7639, 14 Stimmen waren ungültig. Die Wahlbeteiligung betrug 59,8 %.
| Kandidat             | Partei   | Stimmen | in % | Anmerkungen |
| -------------------- | -------- | ------- | ---- | ----------- |
| Christoph Görtz      | DFP      | 4835    | 0    | 0           |
| von Warnstedt        | Kons     | 1795    | 0    | 0           |
| Theodor Schwartz     | S        | 877     | 0    | 0           |
| Rudolf von Bennigsen | NLP      | 120     | 0    | 0           |
| 0                    | Sonstige | 12      | 0    | 0           |

### 1884
Es fanden zwei Wahlgänge statt. 13.876 Männer waren wahlberechtigt. Die Zahl der abgegebenen Stimmen betrug im ersten Wahlgang 10.769, 25 Stimmen waren ungültig. Die Wahlbeteiligung betrug 77,8 %.
| Kandidat      | Partei   | Stimmen | in % | Anmerkungen |
| ------------- | -------- | ------- | ---- | ----------- |
| Ernst Stiller | DFP      | 3215    | 0    | 0           |
|               | RP       | 5118    | 0    | 0           |
|               | S        | 2432    | 0    | 0           |
| 0             | Sonstige | 4       | 0    | 0           |

In der Stichwahl betrug die Zahl der abgegebenen Stimmen 11.084, 295 Stimmen waren ungültig. Die Wahlbeteiligung betrug 82 %.
| Kandidat      | Partei | Stimmen | in % | Anmerkungen |
| ------------- | ------ | ------- | ---- | ----------- |
| Ernst Stiller | DFP    | 5647    | 0    | 0           |
|               | RP     | 5437    | 0    | 0           |

### 1887
Hermann Fehling wurde auch von RP und Konservativen unterstützt. Es fanden zwei Wahlgänge statt. 15.097 Männer waren wahlberechtigt. Die Zahl der abgegebenen Stimmen betrug im ersten Wahlgang 12.732, 25 Stimmen waren ungültig. Die Wahlbeteiligung betrug 84,5 %.
| Kandidat        | Partei   | Stimmen | in % | Anmerkungen |
| --------------- | -------- | ------- | ---- | ----------- |
| Hermann Fehling | NLP      | 5908    | 0    | 0           |
|                 | DFP      | 2566    | 0    | 0           |
|                 | S        | 4254    | 0    | 0           |
| 0               | Sonstige | 4       | 0    | 0           |

In der Stichwahl betrug die Zahl der abgegebenen Stimmen 12.607, 153 Stimmen waren ungültig. Die Wahlbeteiligung betrug 84,5 %.
| Kandidat        | Partei | Stimmen | in % | Anmerkungen |
| --------------- | ------ | ------- | ---- | ----------- |
| Hermann Fehling | NLP    | 7439    | 0    | 0           |
|                 | S      | 5168    | 0    | 0           |

### 1890
Rechtsanwalt Brehmer war erneut der gemeinsame Kandidaten der Kartellparteien NLP, RP und Konservative. Es fanden zwei Wahlgänge statt. Die Zahl der Wahlberechtigten betrug 16.731. Die Zahl der abgegebenen gültigen Stimmen betrug im ersten Wahlgang 14.108, 27 Stimmen waren ungültig. Die Wahlbeteiligung belief sich auf 84,3 %.
| Kandidat              | Partei   | Stimmen | in %   | Anmerkungen |
| --------------------- | -------- | ------- | ------ | ----------- |
| Wilhelm Theodor Barth | DFP      | 2095    | 14,9 % | 0           |
| Adolf Brehmer         | NLP      | 5588    | 39,7 % | 0           |
| Theodor Schwartz      | SPD      | 6394    | 45,4 % | 0           |
| 0                     | Sonstige | 3       | 0,0 %  | 0           |

In der Stichwahl unterstützte die DFP den sozialdemokratischen Kandidaten. Im Gegenzug unterstützte die SPD den freisinnigen Kandidaten im Wahlkreis 150 (Herzogtum Lauenburg). Die Zahl der abgegebenen gültigen Stimmen betrug in der Stichwahl 14.534, 145 Stimmen waren ungültig. Die Wahlbeteiligung belief sich auf 86,9 %.
| Kandidat         | Partei | Stimmen | in %   | Anmerkungen |
| ---------------- | ------ | ------- | ------ | ----------- |
| Adolf Brehmer    | NLP    | 7070    | 49,1 % | 0           |
| Theodor Schwartz | SPD    | 7319    | 50,9 % | 0           |

### 1893
NLP, RP, Konservative und FVg einigten sich auf Rechtsanwalt Götz als Einheitskandidaten gegen die SPD: Die FVP schloss sich diesem Bündnis nicht an, rief aber in der Stichwahl zur Wahl des freisinnigen Kandidaten auf. Es fanden zwei Wahlgänge statt. Die Zahl der Wahlberechtigten betrug 18.743. Die Zahl der abgegebenen gültigen Stimmen betrug im ersten Wahlgang 15.337, 85 Stimmen waren ungültig. Die Wahlbeteiligung belief sich auf 81,8 %.
| Kandidat                      | Partei   | Stimmen | in %   | Anmerkungen |
| ----------------------------- | -------- | ------- | ------ | ----------- |
| Max Liebermann von Sonnenberg | DS       | 410     | 2,7 %  | 0           |
| Eugen Richter                 | FVP      | 295     | 1,9 %  | 0           |
| Heinrich Görtz                | FVg      | 7153    | 46,9 % | 0           |
| Theodor Schwartz              | SPD      | 7389    | 48,5 % | 0           |
| 0                             | Sonstige | 5       | 0,0 %  | 0           |

Die Zahl der abgegebenen gültigen Stimmen betrug in der Stichwahl 15.996, 100 Stimmen waren ungültig. Die Wahlbeteiligung belief sich auf 85,3 %.
| Kandidat         | Partei | Stimmen | in %   | Anmerkungen |
| ---------------- | ------ | ------- | ------ | ----------- |
| Heinrich Görtz   | FVg    | 8025    | 50,5 % | 0           |
| Theodor Schwartz | SPD    | 7871    | 49,5 % | 0           |

### 1898
NLP, RP, Konservative und FVg konnten sich nicht auf einen gemeinsamen Kandidaten einigen. Die Kartellparteien und die linksliberalen stellten daher gesonderte Kandidaten auf. Der Kandidat des Bdl wurde auch von den Antisemiten unterstützt und erklärte, er sein auf das Programm der DSR festgelegt.
Es fand ein Wahlgang statt. Die Zahl der Wahlberechtigten betrug 19.695. Die Zahl der abgegebenen gültigen Stimmen betrug 17.633, 54 Stimmen waren ungültig. Die Wahlbeteiligung belief sich auf 89,5 %.
| Kandidat         | Partei   | Stimmen | in %   | Anmerkungen                 |
| ---------------- | -------- | ------- | ------ | --------------------------- |
| Lauenstein       | BdL      | 838     | 4,8 %  | Gutsbesitzer in Schönböcken |
| August Pape      | FVP      | 1706    | 9,7 %  | 0                           |
| Hermann Gebhard  | NLP      | 5233    | 29,8 % | 0                           |
| Adolf Damaschke  | NS       | 64      | 0,4 %  | 0                           |
| Theodor Schwartz | SPD      | 9729    | 55,3 % | 0                           |
| 0                | Sonstige | 9       | 0,0 %  | 0                           |

### 1903
NLP, RP, Konservative und FVP einigten sich auf Schulprofessor Hermann Baethcke als gemeinsamen Kandidaten. Dieser machte jedoch seine Kandidatur von der Unterstützung aller bürgerlichen Parteien abhängig. Nachdem die National Soziale Partie erklärte, ihn nicht zu unterstützen, zug er drei Monate vor der Wahl die Kandidatur zurück. In der Folge konnten sich die Parteien nicht mehr auf einen gemeinsamen Kandidaten einigen. Der Kandidat der Antisemiten wurde auch vom BdL unterstützt.
Es fand ein Wahlgang statt. Die Zahl der Wahlberechtigten betrug 22.427. Die Zahl der abgegebenen gültigen Stimmen betrug 20.316, 53 Stimmen waren ungültig. Die Wahlbeteiligung belief sich auf 90,6 %.
| Kandidat                  | Partei   | Stimmen | in %   | Anmerkungen         |
| ------------------------- | -------- | ------- | ------ | ------------------- |
| Liebermann von Sonnenberg | DS       | 310     | 1,5 %  | 0                   |
| August Pape               | FVP      | 2828    | 14,0 % | 0                   |
| Hermann Gebhard           | NLP      | 3362    | 16,6 % | 0                   |
| Christian Tischendörfer   | NS       | 2369    | 11,7 % | Lithograf in Berlin |
| Theodor Schwartz          | SPD      | 11.155  | 55,1 % | 0                   |
| Franz Bitter              | Zentrum  | 235     | 1,1 %  | 0                   |
| 0                         | Sonstige | 4       | 0,0 %  | 0                   |

### 1907
Bei dieser Reichstagswahl erhielt der Oberpostassistent Klein von der FVg die Unterstützung aller bürgerlichen Parteien.
Es fand ein Wahlgang statt. Die Zahl der Wahlberechtigten betrug 24.822. Die Zahl der abgegebenen gültigen Stimmen betrug 22.950, 76 Stimmen waren ungültig. Die Wahlbeteiligung belief sich auf 92,5 %.
| Kandidat         | Partei   | Stimmen | in %   | Anmerkungen |
| ---------------- | -------- | ------- | ------ | ----------- |
| Klein            | FVg      | 11.287  | 49,3 % | 0           |
| Theodor Schwartz | SPD      | 11.575  | 50,6 % | 0           |
| 0                | Sonstige | 12      | 0,0 %  | 0           |

### 1912
Es fand ein Wahlgang statt. Die Zahl der Wahlberechtigten betrug 26.932. Die Zahl der abgegebenen gültigen Stimmen betrug 25.506, 72 Stimmen waren ungültig. Die Wahlbeteiligung belief sich auf 94,7 %.
| Kandidat         | Partei   | Stimmen | in %   | Anmerkungen |
| ---------------- | -------- | ------- | ------ | ----------- |
| Franz Behren     | CS       | 912     | 3,6 %  | 0           |
| Klein            | FVg      | 11.162  | 43,9 % | 0           |
| Theodor Schwartz | SPD      | 13.353  | 52,5 % | 0           |
| 0                | Sonstige | 7       | 0,0 %  | 0           |